# 息長丹生文継
息長丹生 文継（おきながのにう の ふみつぐ、生没年不詳）は、平安時代初期の貴族。氏姓は息長丹生真人のち息長真人。官位は従五位下・権右少弁。

## 経歴
平城朝の大同3年（808年）従六位下から四階昇進して従五位下に叙爵し、翌大同4年（809年）内薬正兼上総介に任ぜられる。
嵯峨朝の弘仁3年（812年）右京亮に遷る。嵯峨朝末の弘仁14年（823年）権右少弁を務めていたが、平城上皇から太上天皇の尊号を除き奉仕する諸司の停止を嵯峨天皇に求める書状を託されている。

## 官歴
『日本後紀』による。
- 時期不詳：従六位下
- 大同3年（808年） 12月21日：従五位下
- 大同4年（809年） 正月16日：上総介。正月23日：内薬正、上総介如故
- 弘仁3年（812年） 9月17日：右京亮
- 時期不詳：息長丹生真人から息長真人に改姓
- 弘仁14年（823年） 5月19日：見権右少弁